# Сарыозек (Восточно-Казахстанская область)
Сарыозе́к (каз. Сарыөзек, до 2018 года — 17 километр) — село в Уланском районе Восточно-Казахстанской области Казахстана. Входит в состав Алмасайского сельского округа.

## География
Село расположено в 5 км к юго-западу от районного центра посёлка Касыма Кайсенова, на трассе Меновное — Калбатау.

## История
Село образовано постановлением Восточно-Казахстанского областного акимата от 04 июня 2015 года № 140 и решением Восточно-Казахстанского областного маслихата от 01 июля 2015 года № 29/349-V.